# Margaret Sanger
Margaret Higgins Sanger, född 14 september 1879 i Corning i Steuben County, New York, död 6 september 1966 i Tucson, Arizona, var en amerikansk sjuksköterska, sexualundervisare, författare och aktivist, som bröt ny mark för kvinnors reproduktiva rättigheter. Sanger startade 1916 USA:s första klinik för födelsekontroll och var en av grundarna av organisationen Planned Parenthood. Under sitt liv arresterades Sanger regelbundet på grund av sitt arbete för sexuella rättigheter under en tid då det var olagligt att tala offentligt om preventivmedel.

## Biografi

### Bakgrund
Sanger var dotter till Anne Purcell Higgins och Michael Hennesse. Anne Higgins flyttade till Kanada från Irland under den stora svälten på Irland. Michael Hennesse Higgins hade emigrerat till USA från Irland vid 14 års ålder. Som 15-åring blev han trumslagare i USA:s armé. Senare studerade han medicin och frenologi, men blev i slutändan stenhuggare. Han var ateist och en förespråkare för kvinnors rösträtt och fri offentlig utbildning. De båda gifte sig 1869. Anne Higgins genomgick 18 graviditeter på 22 år innan hon dog vid 49 års ålder. Margaret Sanger var den sjätte av elva överlevande barn – och hon ansåg att de många graviditeterna bidrog till hennes mors för tidiga död.
Sanger studerade till sjuksköterska vid White Plains Hospital. 1902 gifte hon sig med William Sanger, med vilken hon fick tre barn. Paret bodde i Greenwich Village i New York – ett område känt för sin radikala politik. Där lärde Sanger känna bland andra Upton Sinclair och Emma Goldman. Hon var medlem i Women's Committee of the New York Socialist Party, och deltog i strejker arrangerade av Industrial Workers of the World.
Sanger arbetade som sjuksköterska i fattiga kvarter i New Yorks Lower East Side. Många av hennes patienter var utblottade, invandrade kvinnor som led av konsekvenserna av dåligt utförda aborter och upprepade graviditeter. Detta stärkte Sangers tro på vikten av att begränsa familjens storlek för att gynna kvinnors hälsa och bryta fattigdomen.

### Aktivism
1911–1914 skrev Sanger What Every Girl Should Know, en för den tiden kontroversiell artikelserie om sexualundervisning som publicerades i den socialistiska tidningen The Call. 1920 gavs artiklarna ut i bokform. 1916 startade hon The Woman Rebel, en tidning som förespråkade rätten att utöva födelsekontroll och som gavs ut i direkt opposition mot Comstocklagarna, vilka förbjöd spridning av "obscena, liderliga och ohämmat erotiska artiklar" (inklusive information med anknytning till familjeplanering). Tidningen förbjöds i flera delstater. Sangers författarskap ledde till att hon arresterades, och 1914 flydde hon till Europa. I England studerade Sanger reproduktiv och sexuell hälsa hos bland andra Havelock Ellis. Även Emma Goldman arresterades efter att ha hjälpt sprida Sangers texter.    
Under Sangers exil hade opinionen för familjeplanering växt i USA, inspirerad av hennes arrestering. När Sanger 1915 återvände till USA benådades hon – hennes femåriga dotter hade just dött av lunginflammation, och myndigheterna var oroliga för att en rättegång mot en sörjande mor skulle främja Sangers agenda.
I april 1916 inledde Sanger en landsomfattande föreläsningsturné och när hon återvände till New York var hon känd i hela landet. Hon trappade upp sitt motstånd mot Comstocklagarna, och den 16 oktober 1916 öppnade hon USA:s första klinik för födelsekontroll. På kliniken arbetade också Fania Mindell och Sangers syster Ethel Byrne. Tio dagar senare stängdes kliniken av polis, och de tre arresterades. Under rättegången i januari 1917 dömde domaren att ingen kvinna hade "rätten att kopulera med en känsla av säkerhet att det inte blir någon resulterande befruktning".

Med sönerna Grant och Stuart, cirka 1919.

Sanger och Byrne dömdes till 30 dagars fängelse. Väl i fängelset genomförde Byrne en hungerstrejk och blev den första fången i USA:s historia att tvångsmatas, genom en slang i halsen.
Sanger överklagade sin dom, och hennes fall färdades genom domstolarna under ett år, tills appellationsdomstolen i New York fastställde domen i januari 1918. Domen 1918 var trots det en seger för Sanger, då domaren Frederick E. Crane dömde att läkare var tillåtna att ordinera preventivmedel. Publiciteten kring Sangers gripande, rättegång och överklagande utlöste en våg av aktivism över hela USA, och lockade donatorer som hjälpte Sanger med finansiering och stöd för framtida aktioner. 

### Senare år
Sanger grundade American Birth Control League 1921 (som 1942 bytte namn till Planned Parenthood) och de följande decennierna var hon tongivande inom rörelsen, som förebild och författare. Sangers arbete bidrog till att "familjeplanering" som begrepp och praktik uppstod, och hon var initiativtagare till den internationella paraplyorganisationen IFPP.
Sanger reste även flera gånger till Asien, bland annat till Japan där hon samarbetade med Katō Shidzue för att driva frågor om kvinnors reproduktiva rättigheter och preventivmedel.
Sanger har kritiserats för sitt förespråkande av "negativ eugenik", det vill säga att begränsa fertiliteten hos människor med ärftliga psykiska och fysiska defekter. I de fallen då preventivmedel inte kan användas så förespråkade hon bland annat tvångssterilisering av människor med "olämpliga" anlag.
Sanger initierade tillsammans med biologen Katherine McCormick och Gregory Pincus den forskning som resulterade i det första p-pillret.

## Utmärkelser
Nedslagskratern Sanger på planeten Venus är uppkallad efter henne.